# Frida Hallgren
Frida Sophia Hallgren, född 16 december 1974 i Stockholm, är en svensk skådespelare.

## Biografi
Hallgren blev tidigt intresserad av teater och som barn deltog hon bland annat vid Vår Teater och Unga teatern. Hon fick som 12-åring sin första filmroll i den av LO producerade Det första äventyret (utkom 1988). Som 14-åring var hon med i novellfilmsföljetongen Klassliv, som sändes 1989 i Sveriges Televisions ungdomsprogram Bullen. Hon gick gymnasiet på teaterlinjen i S:t Botvids gymnasium. Hon utbildade sig på Teaterhögskolan i Malmö och gjorde sin praktik på Göteborgs stadsteater. Efter sin examen 1998 har hon bland annat varit verksam vid Uppsala Stadsteater och spelat med i pjäser som Sofokles Elektra, Amadeus samt Flickan på Henriksdalsberget på Stockholms stadsteater.
Hallgren Guldbagge-nominerades för Bästa kvinnliga biroll för sin roll i filmen 30:e november. För sina roller har hon i regel fått lovord, till exempel hennes roll i Ella Lemhagens Om inte, som annars fick blandad kritik och för huvudrollen i miniserien Stackars Tom.
Hallgren fick även lovord och uppmärksamhet för sin roll som Lena i Kay Pollaks Så som i himmelen och efter premiären på den filmen utnämndes hon till Sveriges Shooting Star för 2005 vid Filmfestivalen i Berlin. Hon fortsatte med samma roll i uppföljaren Så ock på jorden (2015).

## Teater

### Roller (ej komplett)
| År   | Roll           | Produktion | Regi                 | Teater                              |
| ---- | -------------- | --- | -------------------- | ----------------------------------- |
| 1994 |                | Romeo och Julia (The Tragedy of Romeo and Juliet) William Shakespeare                                                          |                      | Årsta teater                        |
| 1996 |                | Som ni vill ha det (As you Like it) William Shakespeare                                                                        |                      | Göteborgs stadsteater               |
| 1998 |                | Himmelriket (Himnaríki) Árni Ibsen                                                                                             | Peter Engkvist       | Uppsala stadsteater                 |
| 1999 |                | Catch My Soul |                      | Uppsala stadsteater                 |
| 1999 |                | Ur funktion (Fairgame) Rebecca Prichard                                                                                        |                      | Uppsala stadsteater                 |
| 2000 |                | Kung John (The Life and Death of King John) William Shakespeare                                                                |                      | Uppsala stadsteater                 |
| 2000 |                | Las Vegas Phyllis Nagy |                      | Uppsala stadsteater                 |
| 2001 |                | Elektra (Ἠλέκτρα, Ēlektra) Sofokles                                                                                            |                      | Uppsala stadsteater                 |
| 2002 |                | Och så levde vi lyckliga Malin Axelsson                                                                                        |                      | Uppsala stadsteater                 |
| 2002 | fru Mozart     | Amadeus Peter Schaffer | Eva Molin            | Uppsala stadsteater                 |
| 2003 |                | Flickan på Henriksdalsberget Peter Barlach                                                                                     |                      | Stockholms stadsteater              |
| 2004 | Siri von Essen | Valpen Henning Mankell | Ellen Lamm           | Dramaten/ Strindbergs Intima Teater |
| 2005 | Lavinia        | Elektratrilogin (Mourning Becomes Electra) Eugene O'Neill                                                                      | Alexander Öberg      | Stockholms stadsteater              |
| 2006 | Hermia         | En midsommarnattsdröm (A Midsummer Night's Dream) William Shakespeare                                                          | Alexander Mørk-Eidem | Stockholms stadsteater              |
| 2007 |                | Hedda Gabler Henrik Ibsen |                      | Stockholms stadsteater              |
| 2016 |                | Jobba för två (One Man, Two Guvnors) Richard Bean                                                                              | Leif Lindblom        | Gunnebo slottsteater                |
| 2021 | Robert Broberg | Roberts Broberg- och dalbana Jonna Nordenskiöld                                                                                | Jonna Nordenskiöld   | Kulturhuset Stadsteatern            |
| 2022 | Linda          | Love me Tinder Jonna Nordenskiöld, Peter Barlach, Joel Sahlin och Sara Niklasson                                               | Jonna Nordenskiöld   | Kulturhuset Stadsteatern            |
| 2023 | Anna Cassel    | Kretsen - om Hilma af Klint Sofia Papadimitriou Ledarp, Frida Hallgren, Tova Magnusson, Beata Hedman och Lena-Pia Bernhardsson | Anna Ståhl           | Kulturhuset Stadsteatern            |

## Filmografi (urval)
- 1988 – Det första äventyret
- 1989 – Klassliv (TV-serie)
- 1992 – Svart Lucia
- 1993 – Kådisbellan
- 1993 – Sökarna
- 1994 – Tre kronor (TV-serie)
- 1995 – 30:e november
- 2000 – Livet är en schlager
- 2000 – Soldater i månsken (TV-serie)
- 2000 – Det grovmaskiga nätet
- 2001 – Om inte
- 2002 – Stackars Tom (TV-serie)
- 2004 – Så som i himmelen
- 2005 – Vinnare och förlorare
- 2005 – Störst av allt
- 2006 – Tjocktjuven
- 2007 – Pirret
- 2007–2017 – Kommissarien och havet (TV-serie)
- 2011 – Arne Dahl: Misterioso
- 2012 – Arne Dahl: Ont blod
- 2012 – Arne Dahl: De största vatten
- 2012 – Arne Dahl: Europa Blues
- 2012 – Arne Dahl: Upp till toppen av berget
- 2011 – En gång i Phuket
- 2012 – Maria Wern - Inte ens det förflutna
- 2012 – Hamilton 2 - Men inte om det gäller din dotter
- 2013 – Sune på bilsemester
- 2013–2017 – Fröken Frimans krig (TV-serie)
- 2014 – Hallonbåtsflyktingen
- 2014 – Sune i fjällen
- 2015 – Så ock på jorden
- 2017 – Solsidan
- 2019 – Sommaren med släkten (TV-serie)
- 2019 – Solsidan (TV-serie)
- 2020 – Helt perfekt (TV-serie)